# Riluzol

Riluzol é um composto utilizado para o tratamento da esclerose lateral amiotrófica.
Atrasa a altura em que é necessário ventilador ou traqueostomia, aumentando a sobrevivência em aproximadamente 3-5 meses.